# Pardosa atrata
Pardosa atrata là một loài nhện trong họ Lycosidae.
Loài này thuộc chi Pardosa. Pardosa atrata được Tord Tamerlan Teodor Thorell miêu tả năm 1873.